# IMusician Digital
iMusician Digital SA est un service indépendant de distribution de musique en ligne, basé à Zurich, Suisse, et fondé en 2007. iMusician offre principalement aux musiciens et aux autres détenteurs de droits la possibilité de distribuer, de vendre ou de diffuser leur musique en continu sur les plateformes de streaming. 
La société opère à partir de son siège social à Zurich, avec des bureaux à Berlin, en Allemagne.

## Histoire
iMusician a été fondé en 2007 par Shigs Amemiya et Tobias Wirz. Ils lancent iMusician en anglais, français et allemand. 
En 2010, iMusician mène une action collective anti-concurrence contre l'IFPI et les majors en Suisse. Le groupe Da Sign & the Opposite, distribué par iMusician Digital, se voit en 2009 fermer les portes du hit-parade suisse pour son titre "Take it Easy" malgré son succès médiatique et commercial. Pour défendre les intérêts de ses artistes, iMusician incite alors la Commission de la Concurrence à ouvrir une enquête sur les grands acteurs de l'industrie musicale suisse. L'enquête révèle une situation de quasi-monopole exercée par les majors sur les charts officielles et un blocage systématique des indépendants qui vont à l'encontre du droit de la concurrence. En 2012, le tribunal suisse se prononce en faveur de l'action collective, ordonnant à l'IFPI d'ouvrir les classements à tous les indépendants.
La même année, l'entreprise atteint son seuil de rentabilité.
En 2014, iMusician lance le service YouTube Content ID  qui permet aux artistes de monétiser à la fois ses propres vidéos et les utilisations de sa musique sur les vidéos d'utilisateurs tiers. Ce service permet à tous de percevoir des revenus de YouTube, service que la plateforme reserve d'ordinaire aux utilisatieurs ayant une audience conséquente. En 2015, l'entreprise ouvre des bureaux à Berlin pour appuyer sa stratégie de développement international.
Depuis, iMusician propose aux artistes et labels indépendants la distribution numérique de musique sur les plateformes de streaming et de téléchargement en ligne telles que Spotify, Deezer, Amazon Music, Tidal, et plus de 200 autres plateformes dans le monde[source insuffisante].